# Sauðárkrókur
Sauðárkrókur – miejscowość w północnej Islandii, nad fiordem Skagafjörður, w pobliżu ujścia do niego rzeki Héraðsvötn (jej zachodniej odnogi Vestari-Héraðsvötn). Miasto liczy 2 574 mieszkańców (2018), jest siedzibą gminy Skagafjörður.
Sauðárkrókur posiada prawa miejskie od 1947 roku.